# World Tour E.P.
New Live and Rare — мініальбом англійської групи Echo & the Bunnymen, який був випущений у 1997 році.

## Композиції
1. Evergreen – 3:22
2. Don't Let It Get You Down – 4:38
3. Rescue – 3:39
4. Altamont – 2:42
5. Forgiven – 3:01

## Учасники запису
- Іен Маккаллох — вокал
- Уїлл Сарджент — гітара
- Стівен Бреннан — бас гітара
- Горді Гоуді — гітара
- Кері Джеймс — клавішні
- Ніколас Килрой — ударні